# Émile Rogat
Émile Rogat, dit Borel-Rogat, né le 29 mai 1799 à Mauperthuis et mort le 16 décembre 1852 à Paris, est un sculpteur et médailleur français.

## Biographie
Né à Mauperthuis le 10 prairial de l'an VII de la République (29 mai 1799), Émile-Esther Rogat est le fils de Marie-Anne Brun et de Pierre-Auguste Rogat, qui deviendra plus tard juge de paix du canton de Coulommiers.
Disciple de David d'Angers, Émile Rogat est surtout connu pour ses médailles-portraits de personnalités de la fin du XVIIIe et du début du XIXe siècle. Il attire l'attention du public dès 1825 en créant une médaille à l'effigie de Charles X à l'occasion du sacre du roi puis un buste du général Foy. Il habite alors au 27, rue Guénégaud, dans le quartier de la Monnaie à Paris. Il expose plusieurs de ses œuvres au Salon entre 1831 et 1849, période pendant laquelle son atelier est situé au 13, rue d'Anjou-Dauphine.

Quelques médailles d’Émile Rogat
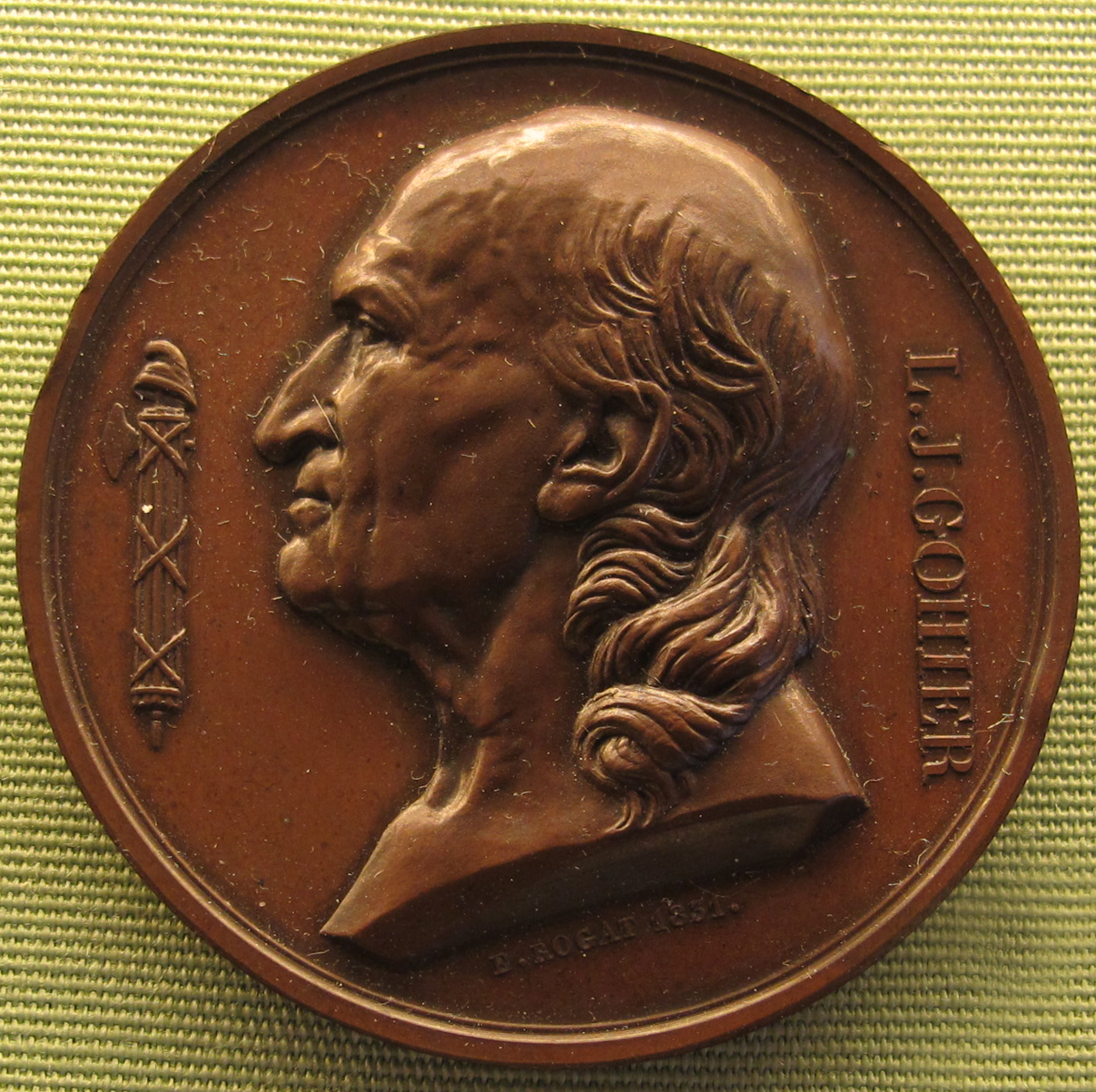
Louis Gohier (1831).
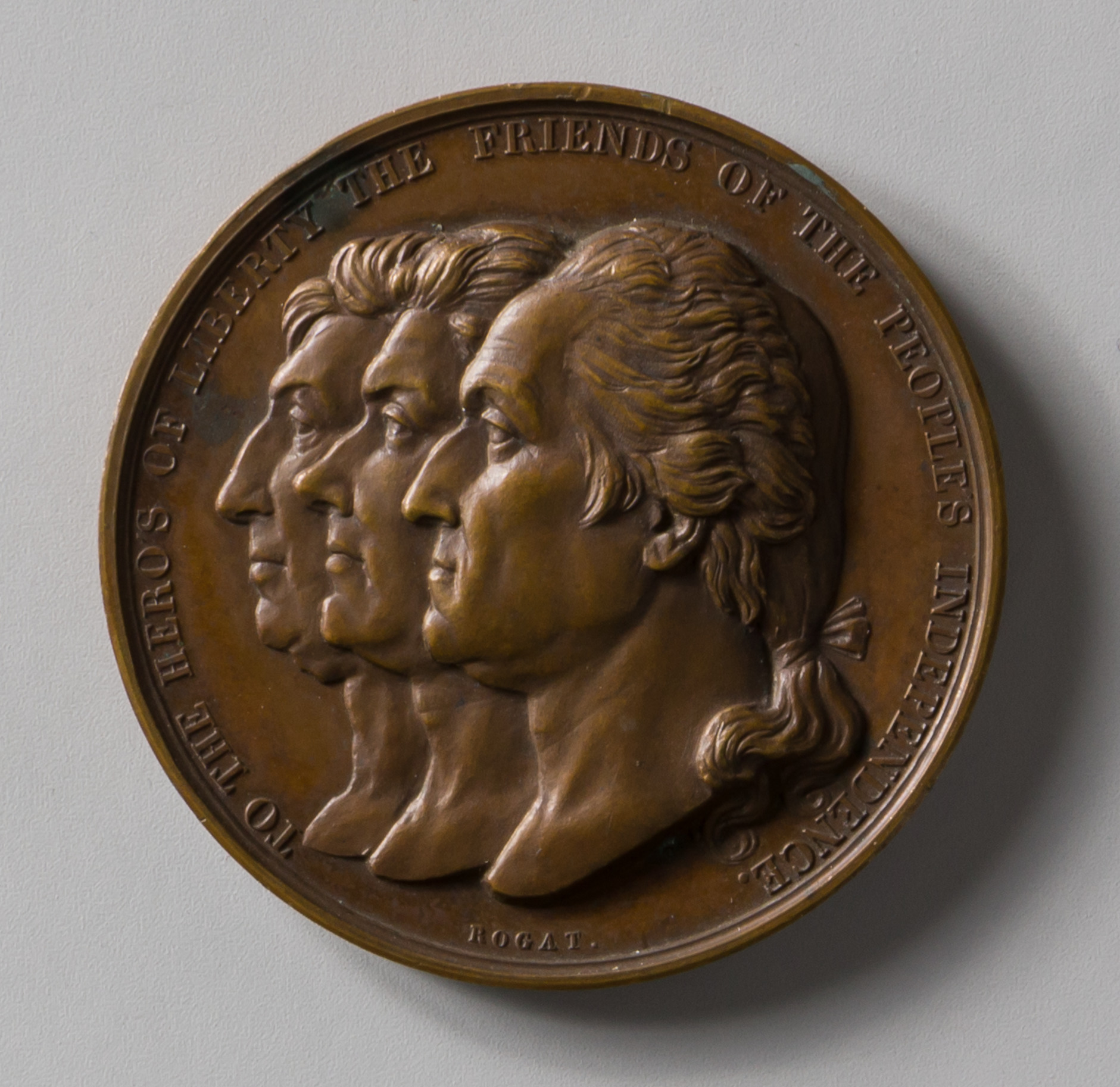
Washington, Kosciusko et Lafayette (1834).

En 1835, Rogat est condamné à 1000 francs d'amende en application de l'arrêté du 5 germinal an XII interdisant de frapper des médailles sans autorisation. En décembre 1850, il est condamné, en tant que récidiviste, à 2000 francs d'amende, après avoir réalisé, avec l'estampeur Desjardins, une médaille glorifiant la journée du 13 juin 1849. Après avoir fait appel de ce jugement, il obtient gain de cause le 1er mars 1851, la cour d'appel ayant reconnu que ce médaillon en cuivre estampé n'était pas assimilable aux médailles désignées par la loi.
Arrêté à la suite du coup d'État du 2 décembre 1851, Rogat est libéré vers le 18 février 1852 grâce à l'intervention de George Sand et de Napoléon-Jérôme Bonaparte auprès du président Louis-Napoléon Bonaparte.
Mort le 16 décembre 1852 à son domicile du 12, rue Gît-le-Cœur, Émile Rogat est inhumé le surlendemain après une cérémonie célébrée à l'église Saint-Séverin.
Il est le père du journaliste Albert Rogat (1841-1903).